# Меч довіри
«Меч довіри» — американська комедія 2019 року режисерки Лінн Шелтон за сценарієм Шелтона та Майка О'Брайена. Це останній фільм Шелтон до її смерті в травні 2020 року, яка також зіграла у фільмі роль Дейдре.
Світова прем'єра фільму відбулася в кінотеатрі South by Southwest 8 березня 2019 року, а 12 липня 2019 року фільм був випущений у прокат компанією IFC Films.

## Сюжет
Мел володіє та керує ломбардом у Бірмінгемі, штат Алабама. Його помічник Натаніель — насправді не дуже допомагає, оскільки проводить більшу частину свого часу, переглядаючи на своєму ноутбуці відео про теорії змов на YouTube. Мері та Синтія йдуть до будинку померлого діда Синтії, щоб розібратися з його маєтком. Дейрдра, наркоманка та колишня подруга Мела, з'являється в ломбарді та розмовляє з Натаніелем. Вона пише йому вірш, коли з'являється Мел. Вона каже Мелу, що той винен їй вечерю, і намагається закласти каблучку. Мел відмовляється, і вона йде.
Повернувшись у будинок, Мері та Синтія дізнаються, що Синтія не успадкує будинок свого діда, попри очікування, через зворотну іпотеку, яку він взяв на будинок. Розчаровані, вони водночас дізнаються, що вона успадкувала антикварний меч із листом, написаним дідом, у якому пояснюється історія меча. Синтія пам'ятає меч зі свого дитинства. Читаючи листа, вони виявляють, що меч належав генералу Шерману часів громадянської війни. Меч був нібито відданий Шерманом предку Синтії, який був генералом-конфедератом. У листі також стверджується, що Конфедерація виграла війну.
Дві жінки приходять до ломбарду Мела, щоб продати меч. Він пропонує їм 400 доларів. Вони кажуть йому, що це занадто низька пропозиція, з огляду на сенсаційний документ. Вони показують йому малюнок, на якому північний генерал Макклеллан здається генералу Роберту Е. Лі. Він не вірить їм, і Мері залишає йому свій номер на випадок, якщо він передумає. Тим часом Натаніель знаходить на YouTube відео конспіролога, яка вірить, що Південь виграв війну, і стверджує, що готовий заплатити до 50 000 доларів за артефакти Громадянської війни. Мел і Натаніель дзвонять чоловікові, щоб обговорити справи. Чоловік просить зображення меча.
Мел телефонує Мері, щоб запросити жінок назад і пропонує їм більше грошей. Мері раптово підозрює, що на меч є вигідна пропозиція та змушує Мела визнати, що щнайшовся покупець. Вони дійшли згоди розділити прибуток, сфотографувати меч і відправити його зацікавленій стороні. Наступного ранку всі збираються в ломбарді, куди приходить Свиняча щелепа — чоловік, посланим купити меч. Свиняча щелепа повідомляє їм, що бос зацікавився і що вони зв'яжуться.
Коли усі, крім Мела, йдуть, з'являються ще двоє чоловіків, які шукають меч. Вони намагаються залякати Мела і викрасти меч, якого немає. Натаніель з'являється ззаду, а потім з'являється друг Натаніеля Джиммі, що змушує їх піти. Вони отримують повідомлення від Свинячої щелепи, в якому той пропонує 40 000 доларів за меч. Мел приймає пропозицію, і вони отримують ще одне повідомлення, в якому повідомляється, що транспорт уже в дорозі, щоб відвезти їх на зустріч з босом.
Свиняча щелепа і жінки приходять до ломбарду. Автомобіль, у якому прибуває Щелепа, замалий, щоб перевезти всіх, тому він йде, а потім повертається з вантажівкою. Він везе їх з Алабами на ферму в Теннессі. Двоє чоловіків, які раніше намагалися пограбувати Мела, з'являються і знову намагаються вкрасти меч. Мел розуміє, що він знав цих двох чоловіків, коли вони були дітьми, і Мері наводить на них пістолет. Чоловік, Кінгпан, виходить із сараю разом з Свинячою щелепою, погрожує двом чоловікам і виганяє їх із території.
Мел і Мері заходять в будинок, щоб продати меч Кінгпану, який розуміє, що ті двоє насправді не вірять, що Південь виграв війну. Він усе одно купує меч у них і зізнається, що теж не вірить у це. Свиняча Щелепа підслуховує розмову з-поза кімнати, в якій вони перебувають, і сердито входить із зброєю в руках. Мері надсилає повідомлення Синтії, яка на вулиці з Натаніелем. Вона дістає пістолет і б'є чоловіка, який наглядає за ними двома, у голову, нокаутуючи його. Вона заходить до кімнати, спрямовує рушницю на потилицю Свинячої щелепи й забирає його рушницю. Поплічники Кінгпана забирають Свинячу щелепу. Синтія вирішує, що не може продати меч через сентиментальну цінність, після чого Мел, Натаніель, Мері та Синтія повертаються до Алабами. Мел оплачує ремонт автомобіля Дейрдри і залишає їй сумку з провізією.

## У ролях
- Марк Марон — Мел
- Джон Басс — Натаніель
- Мікаела Воткінс — Мері
- Джилліан Белл — Синтія
- Тобі Гасс — Свиняча щелепа
- Ден Баккедаль — Кінгпан
- Лінн Шелтон — Дейрдра
- Тільсія Фурман — Ґаббі
- Вітмер Томас — Джейк
- Тімоті Пол — Зік
- Бенджамін Кіперс — Бен
- Ел Елліот — Джиммі
- Майк О'Брайен — Як